# Стефан Тепавичаров
Стефан Иванов Тепавичаров е български офицер, генерал-майор от военноинженерното ведомство, командир на телеграфната рота от Пионерната дружина през Сръбско-българската война (1885), командир на 1-ва пионерна дружина, командир на 3-та бригада от 3-та пехотна балканска дивизия през Балканската война (1912 – 1913).

## Биография
Стефан Тепавичаров е роден на 13 октомври 1859 г. в Зая, Османска империя. През 1879 г. постъпва в Софийското военно училище, завършва във 2-ри випуск и на 30 август 1880 г. е произведен в чин подпоручик. Служи във 2-ра сапьорна рота и в Пионерната дружина. През 1883 г. като поручик от Пионерната дружина е командирован за обучение в Николаевското инженерно училище в Санкт Петербург. На 2 октомври 1885 г. е назначен за командир на телеграфната рота от Пионерната дружина. По-късно е назначен за командир на Белоградчишката крепост. За проявения героизъм във войната е награден с Княжески орден „Св. Александър“ IV степен с мечове.
След войната на 24 март 1886 г. е произведен в чин капитан. В периода от 14 февруари 1887 до 9 април 1887 г. е в запас. По-късно в чин майор, след което през 1894 г. е произведен в чин подполковник. Като офицер емигрант в Русия през 1898 г. завършва Николаевската инженерна академия в Санкт Петербург. Служи като командир на 1-ва пионерна дружина. През 1901 г. е произведен в чин полковник, а по-късно в чин генерал-майор. По време на Балканската война (1912 – 1913) е командир на 3-та бригада от 3-та пехотна балканска дивизия. Като генерал служи като комендант на Видинската крепост.

## Военни звания
- Подпоручик (30 август 1880)
- Поручик (30 август 1883)
- Капитан (24 март 1886)
- Майор
- Подполковник (1894)
- Полковник (1901)
- Генерал-майор

## Награди
- Княжески орден „Св. Александър“ IV степен с мечове (1886)

## Образование
- Военно на Негово Величество училище (1879 – 1880)
- Николаевско инженерно училище в Санкт Петербург, Русия (от 1883)
- Николаевска инженерна академия в Санкт Петербург, Русия (до 1898)